# Arthroleptis schubotzi
Arthroleptis schubotzi là một loài ếch thuộc họ Arthroleptidae.
Loài này có ở Burundi, Cộng hòa Dân chủ Congo, Rwanda, Tanzania, và Uganda.
Môi trường sống tự nhiên của chúng là vùng núi ẩm nhiệt đới hoặc cận nhiệt đới, xavan ẩm, vườn nông thôn, và rừng thoái hóa nghiêm trọng.
Chúng hiện đang bị đe dọa vì mất môi trường sống.